# Johann Rattenhuber
Johann Rattenhuber, född 30 april 1897 i Oberhaching, död 30 juni 1957 i München, var en tysk polisman med graden SS-Gruppenführer und Generalleutnant der Polizei. Han var 1933–1945 chef för Reichssicherheitsdienst (RSD), som ansvarade för Adolf Hitlers och andra partikoryféers säkerhet.
I andra världskrigets slutskede försökte Heinrich Himmler sluta en separatfred med de västallierade. Hitler blev ursinnig över detta förmenta förräderi och lät gripa Himmlers förbindelseofficer Hermann Fegelein i Berlin. Fegelein överlämnades till Rattenhuber och arkebuserades i rikskansliets trädgård.
Rattenhuber greps av sovjetiska soldater den 2 maj 1945 och hamnade i krigsfångenskap. Han släpptes i oktober 1955.